# Bulle (Doubs)
Bulle és un municipi francès situat al departament del Doubs i a la regió de Borgonya - Franc Comtat. L'any 2007 tenia 377 habitants.

## Demografia

### Població
El 2007 la població de fet de Bulle era de 377 persones. Hi havia 150 famílies de les quals 36 eren unipersonals (28 homes vivint sols i 8 dones vivint soles), 51 parelles sense fills, 55 parelles amb fills i 8 famílies monoparentals amb fills.
La població ha evolucionat segons el següent gràfic:
Habitants censats

### Habitatges
El 2007 hi havia 158 habitatges, 150 eren l'habitatge principal de la família, 4 eren segones residències i 4 estaven desocupats. 131 eren cases i 26 eren apartaments. Dels 150 habitatges principals, 121 estaven ocupats pels seus propietaris i 29 estaven llogats i ocupats pels llogaters; 1 tenia una cambra, 1 en tenia dues, 26 en tenien tres, 25 en tenien quatre i 97 en tenien cinc o més. 139 habitatges disposaven pel capbaix d'una plaça de pàrquing. A 54 habitatges hi havia un automòbil i a 86 n'hi havia dos o més.

### Piràmide de població
La piràmide de població per edats i sexe el 2009 era:
| Homes | Edats   | Dones |
| ----- | ------- | ----- |
| 0     | 95 o +  | 0     |
| 0     | 90 a 94 | 4     |
| 8     | 85 a 89 | 4     |
| 0     | 80 a 84 | 4     |
| 0     | 75 a 79 | 4     |
| 8     | 70 a 74 | 4     |
| 12    | 65 a 69 | 4     |
| 8     | 60 a 64 | 4     |
| 8     | 55 a 59 | 16    |
| 12    | 50 a 54 | 8     |
| 8     | 45 a 49 | 8     |
| 20    | 40 a 44 | 4     |
| 8     | 35 a 39 | 20    |
| 12    | 30 a 34 | 12    |
| 12    | 25 a 29 | 8     |
| 8     | 20 a 24 | 0     |
| 12    | 15 a 19 | 20    |
| 8     | 10 a 14 | 24    |
| 16    | 5 a 9   | 4     |
| 8     | 0 a 4   | 4     |

## Economia
El 2007 la població en edat de treballar era de 251 persones, 195 eren actives i 56 eren inactives. De les 195 persones actives 185 estaven ocupades (107 homes i 78 dones) i 10 estaven aturades (4 homes i 6 dones). De les 56 persones inactives 27 estaven jubilades, 18 estaven estudiant i 11 estaven classificades com a «altres inactius».

### Ingressos
El 2009 a Bulle hi havia 153 unitats fiscals que integraven 401,5 persones, la mediana anual d'ingressos fiscals per persona era de 18.263 €.

### Activitats econòmiques
Dels 10 establiments que hi havia el 2007, 1 era d'una empresa extractiva, 1 d'una empresa de fabricació d'altres productes industrials, 2 d'empreses de construcció, 1 d'una empresa de comerç i reparació d'automòbils, 1 d'una empresa d'hostatgeria i restauració, 1 d'una empresa financera i 3 d'empreses de serveis.
Dels 5 establiments de servei als particulars que hi havia el 2009, 2 eren tallers de reparació d'automòbils i de material agrícola, 1 guixaire pintor, 1 fusteria i 1 restaurant.
L'any 2000 a Bulle hi havia 11 explotacions agrícoles.

## Poblacions més properes
El següent diagrama mostra les poblacions més properes.